# ماریتسا
 ماریتسا رودی است به دریای تراکیه می‌ریزد. این رود از کشورهای یونان، بلغارستان، و ترکیه می‌گذرد.

## نگارخانه

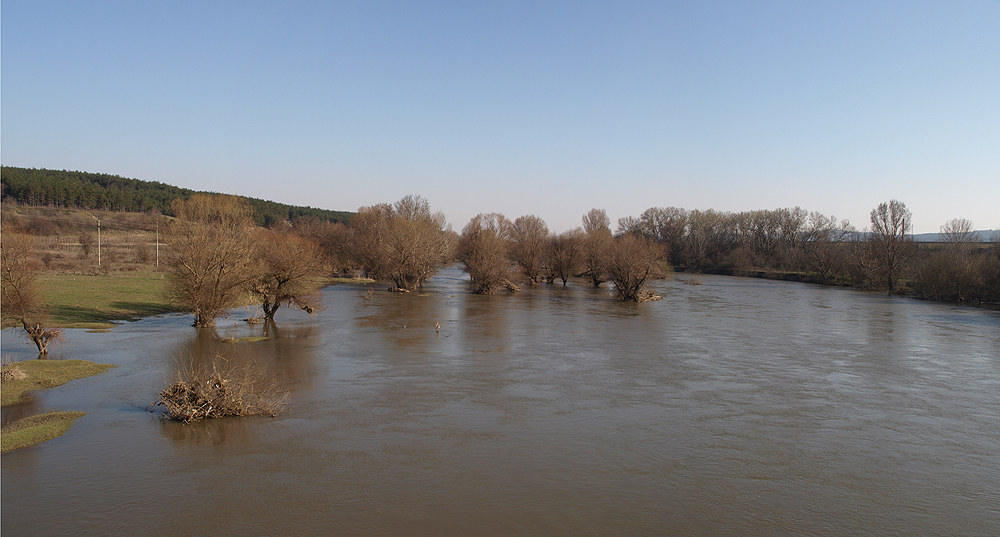
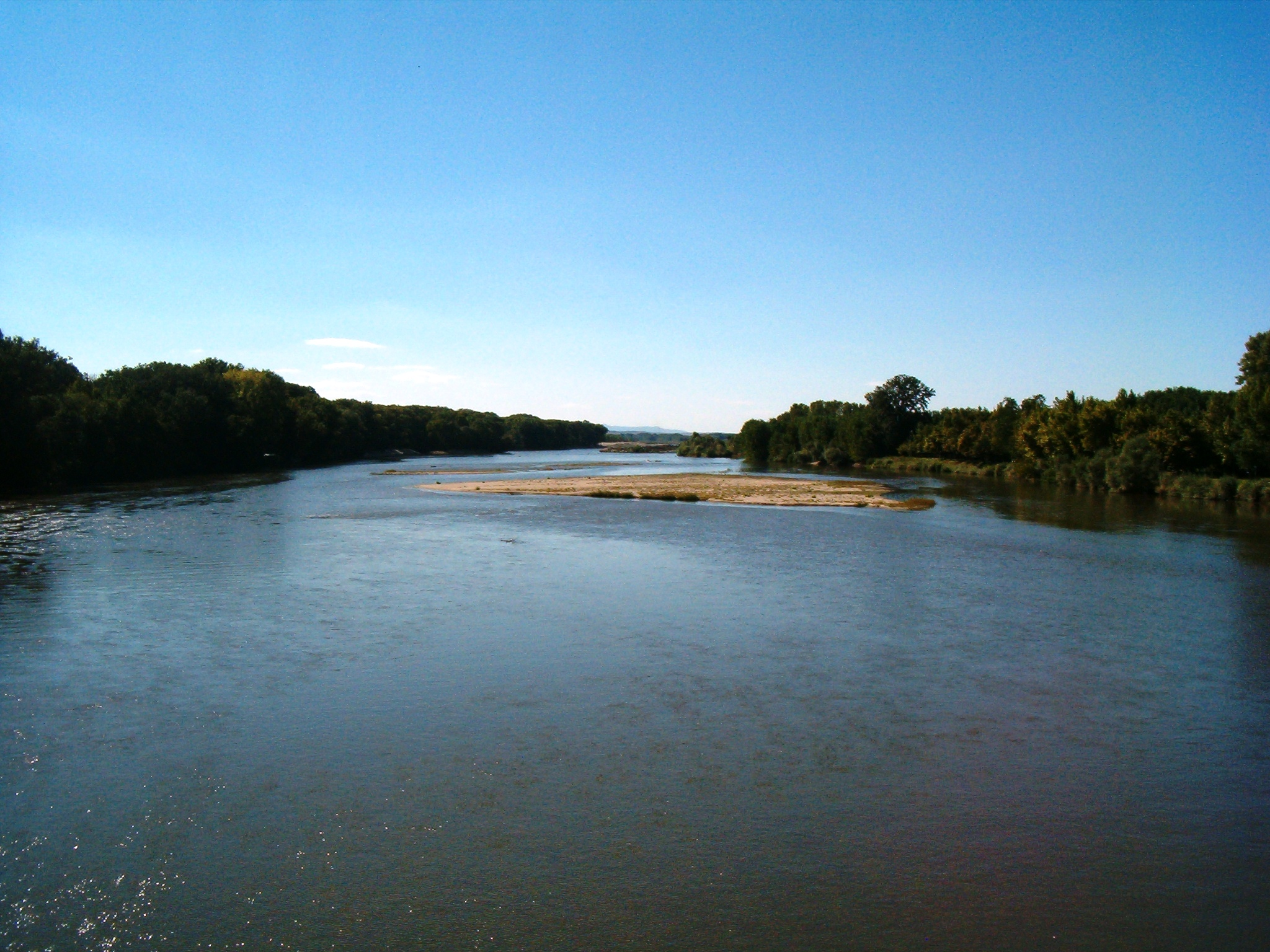